# Ilex rarasanensis
Ilex rarasanensis là một loài thực vật có hoa trong họ Aquifoliaceae. Loài này được Sasaki mô tả khoa học đầu tiên năm 1931.